# Jacques Legrand (chanteur)
Pour les articles homonymes, voir Jacques Legrand et Legrand.
 (avril 2025).
Motif : Absence de source secondaire centrée d'envergure nationale.
- Archive Wikiwix
- Bing
- Cairn
- DuckDuckGo
- E. Universalis
- Gallica
- Google
- G. Books
- G. News
- G. Scholar
- Persée
- Qwant
- (zh) Baidu
- (ru) Yandex
- (wd) trouver des œuvres sur Wikidata

| 1. | Préciser le motif de la pose du bandeau. | Précisez le motif de la pose du bandeau en utilisant la syntaxe suivante : {{admissibilité à vérifier\|date=avril 2025\|motif=remplacez ce texte par le motif}}                                 |
| 2. | Informer les utilisateurs concernés.     | Pensez à avertir le créateur de l'article, par exemple, en insérant le code ci-dessous sur sa page de discussion : {{subst:avertissement admissibilité à vérifier\|Jacques Legrand (chanteur)}} |

 (avril 2025).
Si vous disposez d'ouvrages ou d'articles de référence ou si vous connaissez des sites web de qualité traitant du thème abordé ici, merci de compléter l'article en donnant les références utiles à sa vérifiabilité et en les liant à la section « Notes et références ».
Jacques Legrand (né en 1959) est un poète, chanteur, conteur, musicien français, qui « slame » quelques fois, écrit des romans et pose des affiches aux rebords des rues.

## Biographie
Il est né le 20 août 1959 sur le plateau de la Croix-Rousse où il a vécu son enfance. Ses racines les plus marquantes viennent d’une lignée de paysans athées, pour certains convertis, avec de fortes traditions de chant... 
Son premier choc littéraire sera L’Enfant de Jules Vallès. Autre rencontre : à 13 ans, il voit Léo Ferré dans La petite lucarne et achète l’album Il n’y a plus rien. On lui offre une guitare basique et il apprend à ne pas apprendre.
Les méandres d'une scolarité inadaptée le font atterrir dans un CET où il reçoit des notions de tissage, bonneterie, filature, teinture et mécanique.
Son premier travail se fera dans l’application sur étoffe. Sa première chanson date de cette époque-là. Je me suis empressé d’en oublier la forme pour en nourrir le fond.
Il exerce donc de multiples métiers, des petits boulots, allant des métiers du bâtiment jusqu’au commerce avec les gitans…
En 1984, il part pour l’île de La Réunion. Il y restera deux ans et demi, en vivant d’expédients. 
De ce long séjour naîtra 20 ans plus tard "Océan" un roman construit sur l'imaginaire réunionnais. 
En 1986, il rentre à Lyon.
En 1987, il entre en bâtiment, il n’en ressortira que 15 ans plus tard… entrecoupé de périodes chômantes pour poursuivre sa création. Ce sont des années d’âpre solitude…
En 1988, il rencontre le photographe Philippe Accary, avec qui il fondera horizon, un mouvement informel d’expression. 
En 1993, il monte Voyages, un spectacle de textes et de chansons dans un petit théâtre à Lyon et fomente avec horizon une exposition sur les mutations immobilières.
Dans les années qui suivent, il chante, fait des chansons qui lui jaillissent, rencontre des musiciens, enregistre, écrit des romans, des poésies, des contes, pose des affiches dans les rues et ne figure pas où il convient de figurer…
En 2005/2006, il écrit Océan qu'il publie accompagné d'un CD multimédia.
De ce CD naîtra un conte musical, un conte mis en chansons d'une durée de 75 minutes dont il fait un nouveau CD "Océan" ainsi qu'une adaptation : il le "met en danse".

## Discographie
- On aura la lune (100 cassettes 8 titres numérotées de 1 à 100)
- On ira voir la mer (100 cassettes 2 titres et une face vierge, numérotées de 1 à 100)
- Beau Lucifer (CD)
- Voyages (CD)
- Océan (CD)[2]
- Chansons Roots (CD)